# Yapp Hung Fai
Yapp Hung Fai - em cantonês, 葉鴻輝 (21 de março de 1990) é um futebolista de Hong Kong que joga como goleiro. Atualmente defende o Eastern e a Seleção Honconguesa.

## Carreira em clubes
Yapp estreou como jogador profissional no Workable, em 2007. Mesmo com altura considerada baixa para um goleiro (1,78), se destacou na vitória por 1 a 0 sobre o South China, um dos principais times de Hong Kong, pela Copa da Liga de 2007–08
Jogou também por Pegasus e South China, sendo inclusive elogiado pelo olheiro-chefe do Tottenham Hotspur, Ian Broomfield, por seu "enorme potencial", enquanto o atacante sérvio Mateja Kežman, companheiro de equipe do goleiro, sugeriu que Yapp teria potencial para jogar na Europa
Em 2013, chegou a assinar com o Guizhou Renhe (atual Beijing Renhe), mas o registro foi cancelado pela Associação Chinesa de Futebol, sob a alegação de que o goleiro não se enquadrava nos critérios da Superliga Chinesa (os atletas da mesma posição teriam que ser chineses de nascimento). Em julho de 2014, assinou com o Eastern, onde havia atuado anteriormente na temporada 2008–2009.

## Seleção
Tendo feito sua estreia pela seleção de Hong Kong em fevereiro de 2010 contra o Japão, pelo Campeonato de Futebol do Leste Asiático, Yapp é o recordista de jogos pelos Dragões, sendo ainda o primeiro atleta do território a atingir a marca de 100 partidas em dezembro de 2024, na vitória por 3 a 0 sobre a Mongólia. Com 106 jogos, está empatado com outros 21 jogadores, entre eles Diego Simeone, Frank Lampard, Giovani dos Santos, Andrej Kramarić, Emilio Izaguirre, Hao Haidong, Fan Zhiyi, Giovanni van Bronckhorst e Eric Wynalda.
Integrou ainda o elenco que disputou a Copa da Ásia de 2023 (ocorrida em 2024), atuando contra Emirados Árabes e Irã.

## Títulos
South China
- Liga da Primeira Divisão de Hong Kong: 2012–13
- Copa FA de Hong Kong: 2010–11
- Copa da Liga de Hong Kong: 2010–11

Pegasus
- Copa FA de Hong Kong: 2009-10

Eastern
- Liga da Primeira Divisão de Hong Kong:2015–16
- Copa FA de Hong Kong: 2019–20, 2023–24, 2024–25
- Escudo do Desafio Sênior de Hong Kong: 2019–20, 2024–25
- Hong Kong Sapling Cup: 2020–21

Seleção Honconguesa Sub-23
- Jogos da Ásia Oriental: 2009

## Individuais
- Melhor jogador jovem de Hong Kong: 2010, 2013
- Time do Ano da Liga da Primeira Divisão de Hong Kong: 2009–10, 2010–11, 2011–12, 2012–13, 2013–14, 2014–15, 2015–16, 2016–17, 2020–21, 2021–22
- Futebolista do Ano de Hong Kong: 2016